# Triteleiopsis palmeri
Triteleiopsis palmeri är en sparrisväxtart som först beskrevs av Sereno Watson, och fick sitt nu gällande namn av Robert Francis Hoover. Triteleiopsis palmeri ingår i släktet Triteleiopsis och familjen sparrisväxter. Inga underarter finns listade i Catalogue of Life.